# هنرییت (مینه‌سوتا)
هنرییت، مینه‌سوتا (به انگلیسی: Henriette, Minnesota) یک شهر در ایالات متحده آمریکا است که در شهرستان پین، مینه‌سوتا واقع شده‌است.

## خصوصیات
هنرییت ۰٫۷۵ کیلومترمربع مساحت و ۷۱ نفر جمعیت دارد و ۳۰۲ متر بالاتر از سطح دریا واقع شده‌است.